# Emil Jönsson
Karl Emil Jönsson Haag (* 15. August 1985 in Årsunda in der schwedischen Gemeinde Sandviken) ist ein ehemaliger schwedischer Skilangläufer.

## Werdegang
Emil Jönsson trainierte in Årsunda und wohnt in Östersund. Der Sprintspezialist startet für Årsunda IF. 2003 gab er bei einem FIS-Sprint in Sveg als Viertplatzierter sein internationales Debüt. Im Februar 2004 wurde er nach weiteren guten Ergebnissen in FIS- und Juniorenrennen erstmals in einem Weltcupsprint in Stockholm eingesetzt, wo er den 36. Platz belegte. In der Folgezeit wurde er mehrheitlich im Juniorenbereich eingesetzt, wo er meist vordere Platzierungen erreichte. Bei den nationalen Juniorenmeisterschaften in Haernosand holte er 2005 den Sprinttitel, bei den folgenden Juniorenweltmeisterschaften in Rovaniemi wurde er Sprintsiebter. Zu Beginn der Saison 2005/06 wurde er einige Zeit in Distanzrennen eingesetzt, kehrte aber aufgrund fehlender Erfolge schnell wieder zum Sprint zurück. In Åsarna gewann er im Januar 2006 seinen ersten FIS-Sprint. Am Ende der Saison verpasste er als Vierter bei den nationalen Meisterschaften nur knapp den Gewinn einer Medaille.
Im November 2006 erreichte Jönsson nach der gewonnenen Qualifikation für den Sprint von Kuusamo am Ende einen sechsten Rang und schaffte damit sein erstes Top-Ten-Ergebnis im Weltcup. Seit 2007 startete Jönsson fast nur noch im Weltcup und erreichte bis zum Saisonende fünf weitere Platzierungen unter den besten Zehn, darunter ein zweiter Platz im Sprint von Stockholm, wo ihn nur Michail Dewjatjarow schlagen konnte. Am Ende der Saison 2006/07 belegte der Schwede den dritten Rang im Sprintgesamtweltcup und den 20. Platz im Gesamtweltcup. Bei seinen ersten Nordischen Skiweltmeisterschaften 2007 in Sapporo belegte Jönsson im Sprint den Sechsten Platz. Zu Beginn der Saison 2007/08 erreichte er in Düsseldorf einen fünften Platz im Sprint und mit Marcus Hellner als Drittplatzierte seine erste Podiumsplatzierung im Teamsprint. In der Saison 2008/09 konnte Jönsson in Vancouver den Sprint und den Teamsprint mit Robin Bryntesson gewinnen und belegt im Sprintgesamtweltcup und den siebenten Platz und im Gesamtweltcup den 28. Platz. Bei den Nordischen Skiweltmeisterschaften 2009 in Liberec im 1,6-km-Sprint den 13. Platz und im 1,6 km Klassisch Team Sprint mit Mats Larsson den Sechsten Platz.
Eine Saison später gewann er die Weltcups in Otepää und Canmore jeweils im Sprint. Im Gesamtweltcup erreichte er den Sechsten Platz und holte sich den Sieg im Sprintgesamtweltcup. Ab der Saison 2009/10 startete er auch im Distanzweltcup und belegte zweimal den 30. Platz und einmal den 38 und wurde im Distanzgesamtweltcup 61. Platz. Bei seinen ersten Olympischen Winterspielen 2010 in Vancouver erreichte er im 1,5-km-Sprint den siebenten Platz. In der Saison 2010/11 holte er sich in Düsseldorf, Davos und Drammen den Sieg im Sprint. Bei der Nordischen Skiweltmeisterschaft 2011 in Oslo wurde er hinter Marcus Hellner und Petter Northug Dritter im Sprint.
In die Saison 2011/12 startete Jönsson mit dem dritten Rang beim Sprint in Davos. Nach Gesamtrang 41 bei der Tour de Ski 2011/2012 gewann er bei den Schwedischen Meisterschaften 2012 in Östersund die Silbermedaille im Sprint, nachdem er zuvor die Qualifikation gewonnen hatte. Im März gelang ihm in Lahti erneut ein Weltcup-Sieg. Auch in die Saison 2012/13 startete er erfolgreich. Nach einigen guten Platzierungen in den Top 10 gewann er die Sprintrennen in Quebec und Canmore.
Bei den Nordischen Skiweltmeisterschaften 2013 im Val di Fiemme gelang ihm nach Rang vier im Sprint der Gewinn der Silbermedaille im Teamsprint. Beim Weltcup in Lahti konnte er sich erneut einen Sieg im Sprint sichern.
Die Saison 2013/14 begann er durchwachsen und ging zwischenzeitlich für einige Rennen in den Scandinavian Cup. Bei den Schwedischen Meisterschaften in Umeå gewann er Bronze über 15 km. Bei den Olympischen Spielen 2014 in Sotschi gewann Jönsson die Bronzemedaille im Freistil-Sprint sowie im Teamsprint gemeinsam mit Teodor Peterson.
In der Saison 2016/17 belegte er den 42. Platz bei der Weltcup-Minitour in Lillehammer und den 18. Rang beim Weltcup-Finale in Québec. Anfang Februar 2017 wurde er schwedischer Meister über 15 km klassisch. Bei den Nordischen Skiweltmeisterschaften 2017 in Lahti kam er auf den 16. Platz über 15 km klassisch und auf den achten Rang zusammen mit Teodor Peterson im Teamsprint. Im Januar 2018 wurde er in Dresden zusammen mit Teodor Peterson Zweiter im Teamsprint.
Nach der Saison 2017/18 erklärte er sein Karriereende.
Jönsson ist mit der ehemaligen schwedischen Skilangläuferin Anna Jönsson Haag verheiratet. Das Ehepaar betreibt sowohl einen gemeinsamen Blog aus auch einen Youtube-Kanal.

## Erfolge

### Siege bei Weltcuprennen

#### Weltcupsiege im Einzel
| Nr. | Datum             | Ort        | Disziplin        |
| --- | ----------------- | ---------- | ---------------- |
| 1.  | 26. Januar 2008   | Canmore    | Sprint Freistil  |
| 2.  | 16. Januar 2009   | Vancouver  | Sprint klassisch |
| 3.  | 17. Januar 2010   | Otepää     | Sprint klassisch |
| 4.  | 6. Februar 2010   | Canmore    | Sprint klassisch |
| 5.  | 11. März 2010     | Drammen    | Sprint klassisch |
| 6.  | 4. Dezember 2010  | Düsseldorf | Sprint Freistil  |
| 7.  | 12. Dezember 2010 | Davos      | Sprint Freistil  |
| 8.  | 20. Februar 2011  | Drammen    | Sprint Freistil  |
| 9.  | 13. März 2011     | Lahti      | Sprint klassisch |
| 10. | 4. März 2012      | Lahti      | Sprint klassisch |
| 11. | 8. Dezember 2012  | Québec     | Sprint Freistil  |
| 12. | 15. Dezember 2012 | Canmore    | Sprint Freistil  |
| 13. | 9. März 2013      | Lahti      | Sprint Freistil  |

#### Etappensiege bei Weltcuprennen
| Nr. | Datum          | Ort        | Disziplin        | Rennen              |
| --- | -------------- | ---------- | ---------------- | ------------------- |
| 1.  | 4. Januar 2010 | Prag       | Sprint Freistil  | Tour de Ski 2009/10 |
| 2.  | 2. Januar 2011 | Oberstdorf | Sprint klassisch | Tour de Ski 2010/11 |
| 3.  | 16. März 2011  | Stockholm  | Sprint klassisch | Weltcup-Finale 2011 |

#### Weltcupsiege im Team
| Nr. | Datum           | Ort       | Disziplin             |
| --- | --------------- | --------- | --------------------- |
| 1.  | 18. Januar 2009 | Vancouver | Teamsprint Freistil 1 |

### Siege bei Continental-Cup-Rennen
| Nr. | Datum          | Ort        | Disziplin        | Serie            |
| --- | -------------- | ---------- | ---------------- | ---------------- |
| 1.  | 3. Januar 2009 | Keuruu     | Sprint klassisch | Scandinavian Cup |
| 2.  | 4. Januar 2014 | Skellefteå | Sprint Freistil  | Scandinavian Cup |

## Teilnahmen an Weltmeisterschaften und Olympischen Winterspielen

### Olympische Spiele
- 2010 Vancouver: 7. Platz Sprint klassisch
- 2014 Sotschi: 3. Platz Sprint Freistil, 3. Platz Teamsprint klassisch

### Nordische Skiweltmeisterschaften
- 2007 Sapporo: 6. Platz Sprint klassisch
- 2009 Liberec: 6. Platz Teamsprint klassisch, 13. Platz Sprint Freistil
- 2011 Oslo: 3. Platz Sprint Freistil, 7. Platz Teamsprint klassisch
- 2013 Val di Fiemme: 2. Platz Teamsprint Freistil, 4. Platz Sprint klassisch
- 2017 Lahti: 8. Platz Teamsprint klassisch, 16. Platz 15 km klassisch

## Platzierungen im Weltcup

### Weltcup-Statistik
Die Tabelle zeigt die erreichten Platzierungen im Einzelnen.
- 1.–3. Platz: Anzahl der Podiumsplatzierungen
- Top 10: Anzahl der Platzierungen unter den ersten zehn
- Punkteränge: Anzahl der Platzierungen innerhalb der Punkteränge
- Starts: Anzahl gelaufener Rennen in der jeweiligen Disziplin
- Hinweis: Bei den Distanzrennen erfolgt die Einordnung gemäß FIS.

| Platzierung         | Distanzrennen a | Distanzrennen a | Distanzrennen a | Distanzrennen a | Distanzrennen a | Skiathlon Verfolgung | Sprint | Etappen- rennen b | Gesamt | Team c | Team c  |
| Platzierung         | ≤ 5 km          | ≤ 10 km         | ≤ 15 km         | ≤ 30 km         | > 30 km         | Skiathlon Verfolgung | Sprint | Etappen- rennen b | Gesamt | Sprint | Staffel |
| ------------------- | --------------- | --------------- | --------------- | --------------- | --------------- | -------------------- | ------ | ----------------- | ------ | ------ | ------- |
| 1. Platz            |                 |                 |                 |                 |                 |                      | 16     |                   | 16     | 1      |         |
| 2. Platz            |                 |                 |                 |                 |                 |                      | 4      |                   | 4      | 3      | 1       |
| 3. Platz            |                 |                 |                 |                 |                 |                      | 5      |                   | 5      | 1      |         |
| Top 10              | 1               | 1               | 2               |                 |                 | 2                    | 56     | 2                 | 64     | 8      | 4       |
| Punkteränge         | 7               | 2               | 7               |                 | 1               | 7                    | 80     | 7                 | 111    | 10     | 4       |
| Starts              | 11              | 5               | 17              | 1               | 1               | 25                   | 90     | 12                | 162    | 10     | 4       |
| Stand: Karriereende |                 |                 |                 |                 |                 |                      |        |                   |        |        |         |

### Weltcup-Gesamtplatzierungen
| Saison  | Gesamt | Gesamt | Distanz | Distanz | Sprint | Sprint |
| Saison  | Punkte | Platz  | Punkte  | Platz   | Punkte | Platz  |
| ------- | ------ | ------ | ------- | ------- | ------ | ------ |
| 2005/06 | 2      | 177.   | –       | –       | 2      | 77.    |
| 2006/07 | 246    | 20.    | –       | –       | 282    | 3.     |
| 2007/08 | 448    | 15.    | –       | –       | 448    | 2.     |
| 2008/09 | 272    | 28.    | –       | –       | 272    | 7.     |
| 2009/10 | 554    | 6.     | 46      | 61.     | 506    | 1.     |
| 2010/11 | 746    | 6.     | 88      | 36.     | 580    | 1.     |
| 2011/12 | 292    | 33.    | 15      | 81.     | 277    | 8.     |
| 2012/13 | 735    | 7.     | 147     | 33.     | 498    | 1.     |
| 2013/14 | 192    | 45.    | 1       | 109.    | 191    | 14.    |
| 2014/15 | 135    | 48.    | 11      | 79.     | 124    | 17.    |
| 2015/16 | 146    | 47.    | 23      | 62.     | 101    | 25.    |
| 2016/17 | 164    | 39.    | 40      | 60.     | 98     | 26.    |
| 2017/18 | 97     | 54.    | –       | –       | 97     | 21.    |